# Nöbbele (småort)
Nöbbele (Djura Nöbbele) är en bebyggelse som ligger i Jäts socken i Växjö kommun i Kronobergs län. Det är en av flera orter i kommunen med namnet Nöbbele. SCB avgränsade här en småort mellan 1995 och 2020 och åter från 2023.